# 末松征比古
末松 征比古（すえまつ ゆきひこ、1942年12月8日 - ） は、日本の化学技術者。成形加工技術の第一人者として知られ、三井石油化学工業ポリマー市場開発センター所長や、プラスチック成形加工学会会長を務めた。

## 人物・経歴
千葉県立千葉高等学校を経て、千葉大学大学院工学研究科修士課程修了。1967年三井石油化学工業入社。1985年三井石油化学工業ポリマー市場開発センター所長。
成形加工技術の第一人者として知られ、2004年から2006年までプラスチック成形加工学会会長を務めた。三井化学退社後、2011年天昇電気工業取締役技術本部長兼海外事業部副事業部長。